# Juan Hervás y Benet
Juan Hervás y Benet (Puzol, Valencia, 30 de noviembre de 1905 - Felanich, Baleares, 6 de junio de 1982) fue un obispo español.

## Biografía
Nació en el seno de una familia obrera valenciana. Vivió con estrecheces económicas. Comenzó sus estudios en el Seminario Conciliar Central de Valencia, gracias a una beca en el colegio del Corpus Christi de Valencia, y terminó su carrera eclesiástica, con brillantísimas calificaciones, en 1929.
Ordenado sacerdote el 17 de junio de 1929, fue primeramente párroco de Ayódar y luego director del Reformatorio-Colonia de San Vicente Ferrer de Godella. Asistió a los cursos de la Casa del Consiliario de Acción Católica de Madrid. En la Universidad de Friburgo obtuvo el grado de Doctor en Derecho Civil y en Derecho Canónico.
De regreso a España, finalizada la Guerra Civil, fue nombrado director del Colegio Mayor San Juan de Ribera de Burjasot (1939); profesor de Teología Moral en el seminario de Valencia y consiliario de las mujeres de Acción Católica.
El 13 de enero de 1944 fue nombrado por Pío XII obispo titular de Alinda y obispo auxiliar del Arzobispo de Valencia Prudencio Melo y Alcalde, siendo a su muerte, producida en 31 de octubre de 1945, nombrado vicario capitular. El 26 de octubre de 1946 fue nombrado obispo coadjutor de Mallorca, con derecho a sucesión, pasando a obispo residencial el 22 de diciembre de 1947. Allí es donde impulsó el movimiento de los Cursillos de Cristiandad.
El 14 de marzo de 1955 pasó a regir la sede episcopal de Ciudad Real. De su intervención en el Concilio Vaticano II tiene relevancia jurídico-canónica su participación en la Comisión de Sacramentos. También fue miembro de la Comisión Preparatoria de Liturgia.
En el diario ABC del martes 15 de marzo de 1955 se lee: 

Roma 14. L’Osservatore Romano publica hoy el nombramiento del excelentísimo y reverendísimo Sr. Dr. D. Juan Hervás Benet, actual obispo de Mallorca, para la sede episcopal titular de Dora, a la cual va unido el Priorato Nullius de Ciudad Real de las Ordenes Militares, vacante por defunción del Excmo. Rdmo. Sr. Doctor D. Emeterio Echeverría Barrena.
ABC

Renunció a la misma el 30 de septiembre de 1976. 
Falleció en Felanich el 6 de junio de 1982, siendo obispo emérito de la diócesis manchega. El día 9 del mismo mes fue sepultado en la capilla de Nuestra Señora de los Dolores de la Catedral de Ciudad Real. Tiene una calle dedicada en Ciudad Real.